# Каєс (область)
Ка́єс (фр. Kayes) — область (провінція) в Малі.
- Адміністративний центр — місто Каєс, що став в 1892 році столицею колонії Французький Судан.
- Площа — 119743 км²
- Населення — 1996812 чоловік (2009 рік).

## Географія

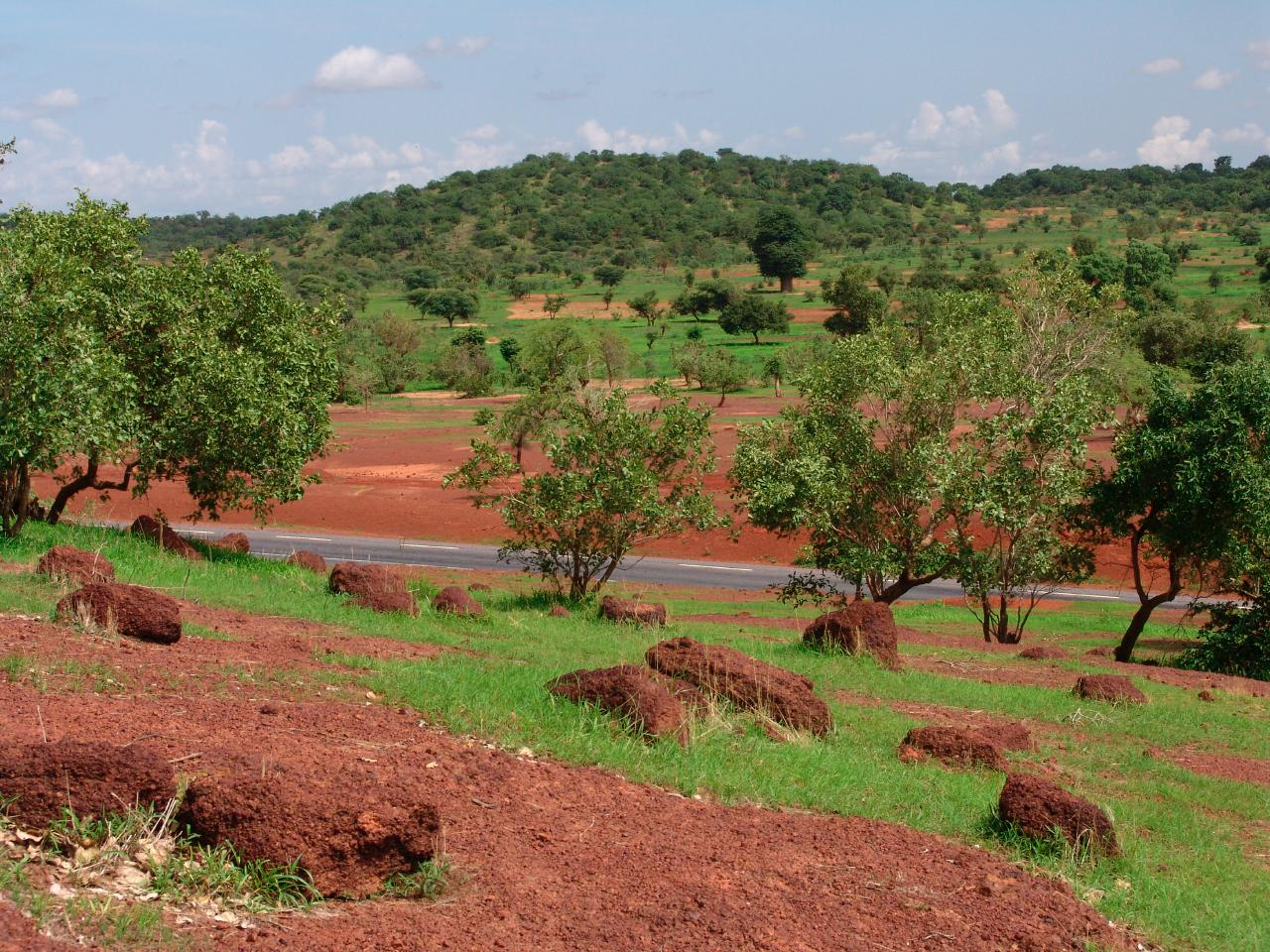
Зона Сахеля в провінції Каєс

На сході межує з областю Кулікоро, на півдні з Гвінеєю, на заході з Сенегалом, на півночі з Мавританією.
Провінція Каєс знаходиться на крайньому південному заході країни.
Клімат в провінції неоднорідний. На її півдні розкинулися вологі савани, який поступово переходять в посушливий ландшафт Сахеля. На території Каєс річки Бафінг і Бакое зливаються в річку Сенегал.

## Населення
В провінції проживають в основному представники народів мандінка (Малинці), сонінке, фульбе і хасонке.

## Адміністративний поділ

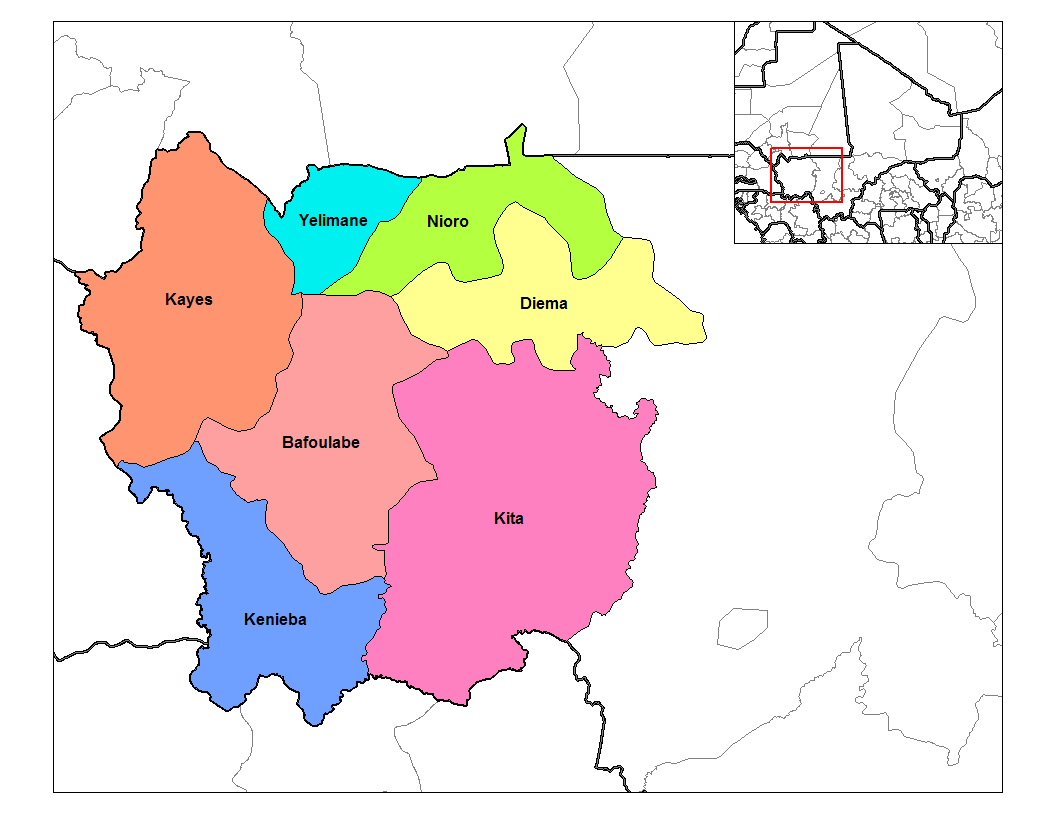
Адміністративна карта Каєс.

В адміністративному плані Каєс складається з 7 округів:
| Округ    | Площа, км² | Населення, чол. (2009) |
| -------- | ---------- | ---------------------- |
| Каєс     | 22190      | 513362                 |
| Бафулабе | 20220      | 233926                 |
| Кенієба  | 12883      | 194153                 |
| Кіта     | 35 250     | 434379                 |
| Дієма    | 12440      | 212062                 |
| Ніора    | 11060      | 230488                 |
| Еліман   | 5700       | 178442                 |